# Bosco Marengo
Bosco Marengo – miejscowość i gmina we Włoszech, w regionie Piemont, w prowincji Alessandria.
Według danych na styczeń 2010 gminę zamieszkiwało 2 535 osób przy gęstości zaludnienia 56,6 os./1 km².
W Bosco Marengo urodził się papież Pius V.